# 앤 해서웨이의 집

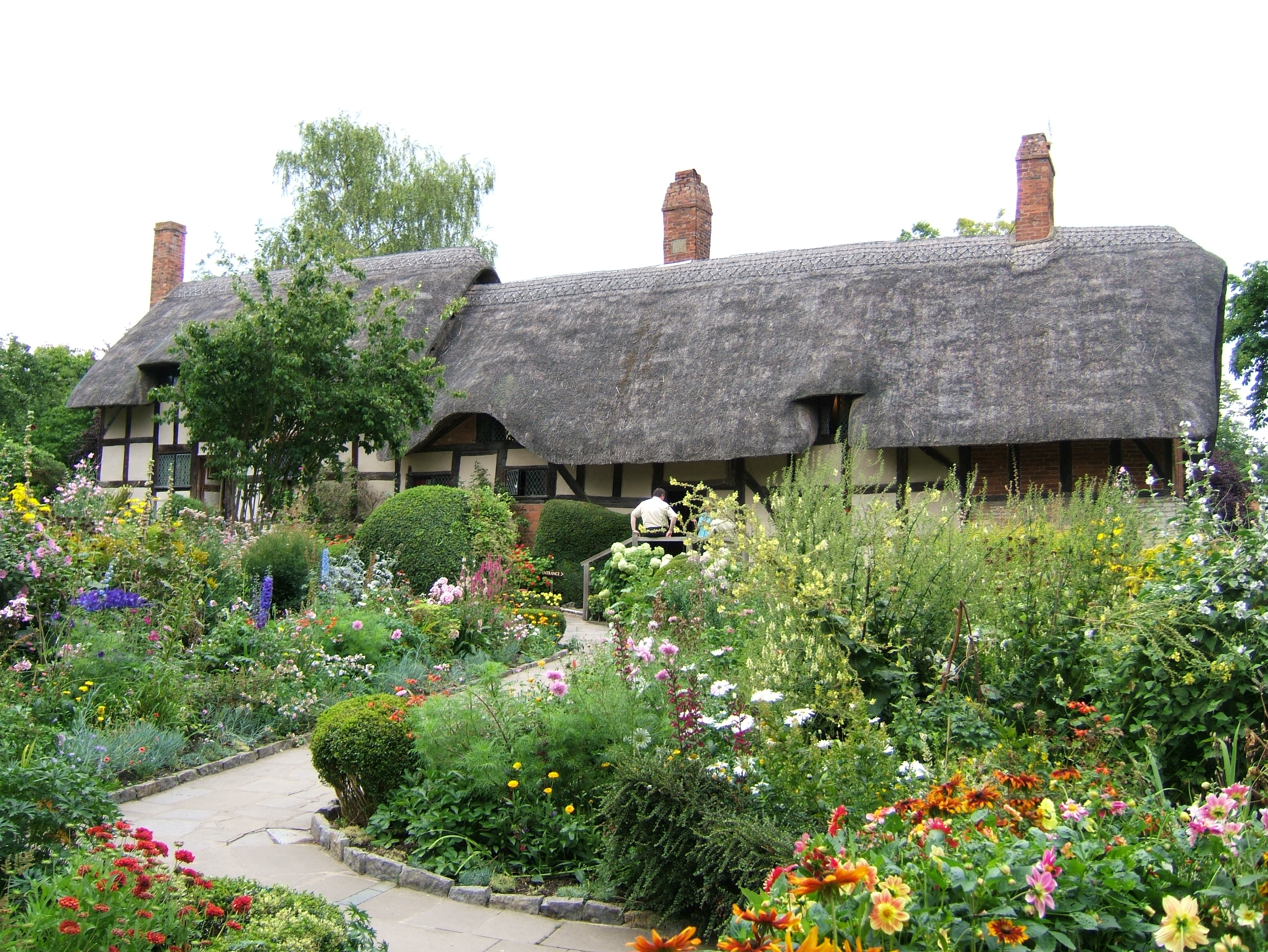
앤 해서웨이의 집

앤 해서웨이의 집(Anne Hathaway's Cottage)은 셰익스피어의 아내 앤 해서웨이가 결혼 전에 살던 집이다. 워릭셔 주 스트랫퍼드어폰에이번에 위치하고 있다. 방은 12개이며, 당시의 모습을 여전히 보존하고 있다.